# NGC 5669
NGC 5669 је спирална галаксија у сазвежђу Волар која се налази на NGC листи објеката дубоког неба.
Деклинација објекта је + 9° 53' 32" а ректасцензија 14h 32m 44,0s. Привидна величина (магнитуда) објекта NGC 5669 износи 11,6 а фотографска магнитуда 12,3. Налази се на удаљености од 24,9000 милиона парсека од Сунца. NGC 5669 је још познат и под ознакама UGC 9353, MCG 2-37-21, CGCG 75-64, KUG 1430+101, IRAS 14302+1006, PGC 51973.